# 皮查·佩里
皮查·佩里 (烏爾都語： "reverse-footed")或churel/churail  是一种传说中的怪物或超自然生物，同时也是中亚和南亚当地的热门都市传说。皮查·佩里通常为女性形象，其典型特征为她黑色长发完全遮住了她的双脸。

## 背景
据说，皮查·佩里会游荡在印度和巴基斯坦地区的山谷之中 它起源于喜马拉雅山脉地区，有时也会游荡在印度地区的村庄。 在巴基斯坦境内传出的目击报告通常是来源于开伯尔-普什图省山区的农村，然而在旁遮普省也偶尔也会传出目击报告。这些声称目击的人通常是农村的长老，他们大多信奉当地民间信仰，也比较迷信，而来自旁遮普省的目击报告很有可能是从他们北方邻居那里获取到的灵感，并创造了他们自己的传说版本。皮查·佩里的形象也因各地的传说版本而稍有不同
在某些传说版本中，皮查·佩里会游走在夜晚的树林之中，并袭击孤单行走的路人。大多数关于她的故事都来自害怕落跑的受害者，因为这些故事很多都是由自称是第一手证人的目击者讲述的。通常，人们讲述的关于皮查·佩里的故事中的它有两种形象，在大多数情况下，皮查·佩里是一个美丽的女人，以引诱脆弱的男人为目标。在另外一些故事中，目击者声称他们看到这个女性变成了一个高大的恶魔。 